# Braga Warriors
Os Braga Warriors são uma equipa portuguesa de futebol americano sediada na cidade de Braga, que disputa a Liga Portuguesa de Futebol Americano.
Os Warriors jogam no Campo da Caseta, em Nogueira, apelidado pelos adeptos de "Inferno da Caseta" pelas condições climatéricas que lhe são características.
A equipa pertence à Associação de Desportos Americanos de Braga.
Quando foram fundados, em 2010, os Warriors foram a 5ª equipa de Futebol Americano a surgir em Portugal. Na altura com o nome de Bracara Warriors, que passado um ano se viria a alterar para Maximinos Warriors, em virtude de um protocolo com a Junta de Freguesia de Maximinos, que representou um importante apoio à equipa. Em 2015 o acordo sessou e o nome passou a Braga Warriors, que se mantém até ao presente.
Os Warriors começaram a competir na LPFA II.
Na LPFA III, após apenas um ano de competição, a equipa surgiu como um dos favoritos ao título, chegando à final onde foi derrotada pelos Lisboa Navigators.
Desde a sua fundação os Warriors têm marcado presença assídua nos Playoffs da LPFA, contando com 8 presenças em 10 edições. Tendo sido vice-campeã nacional na LPFA III e LPFA V, em ambas as edições derrotados pelos Lisboa Navigators.

## História da Equipa

### Fundação

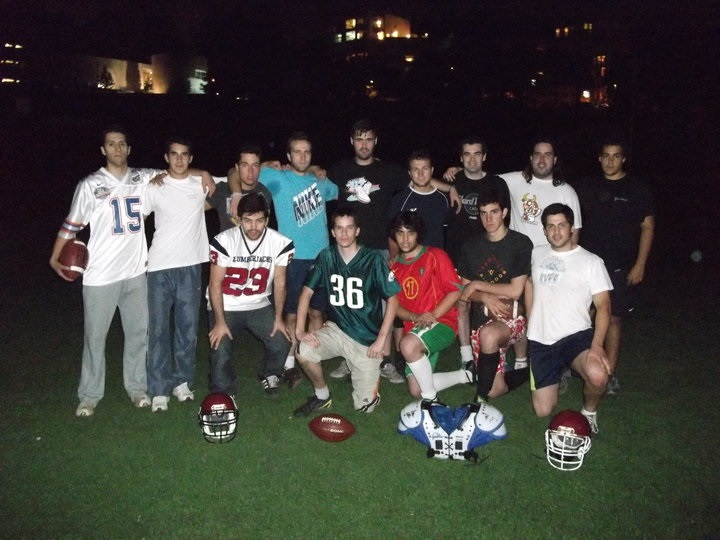
A primeira foto dos Warriors

A equipa foi fundada em Março de 2010 por Gabriel Rocha, motivado pela sua paixão pelo desporto, e iniciou os seus treinos nos Campos da Rodovia em Braga, transitando após algum tempo para os Relvados do Parque de Exposições de Braga.
Nesta fase inicial o objetivo era reunir número de atletas e condições para poder começar a competir na Liga Portuguesa de Futebol Americano, que tinha iniciado nesse ano.

### Primeiros Anos (2011-2012)
Após muita luta e dedicação dos seus membros iniciais, os Warriors conseguiram reunir as condições necessárias para começar competir.
O primeiro jogo de apresentação, e preparação para a Liga Portuguesa de Futebol Americano, ocorreu em Dezembro de 2010 frente aos Porto Renegades, os Warriors sairam vitoriosos.
Na edição da LPFA II os Warriors apenas conseguiram uma vitória, novamente frente aos Porto Renegades (20-22), mas o talento demonstrado por uma equipa de primeiro ano, com número de jogadores limitado era evidente e deixava boas indicações para o futuro.
No ano seguinte, 2012, os Warriors foram a equipa revelação da LPFA III, terminando a fase regular com um registo de 4 vitórias, 1 empate e 1 derrota, terminando no 1º lugar do grupo norte. Nas meia finais defrontaram o os Lisbon Crusaders, equipa com a qual tinham empatado na fase reguar (6-6). Desta vez a equipa Bracarense saiu vitoriosa (40-26) e apurou-se para a sua primeira final.
A final da LPFA II, foi jogada no Estádio 1º de Maio em Braga, e colocou frente a frente os Braga Warriors e os Bi-campeões nacionais Lisboa Navigators. O jogo foi equilibrado na primeira parte, indo empatado para o intervalo, mas a equipa Lisboeta mostrou toda a sua experiência e dominância na segunda parte, sagrando-se Tri-campeã nacional (25-7).

### Anos Seguintes (2013-2020)
Durante a quase década que se seguiu os Warriors continuaram a ser uma das equipas mais competitivas no panorama nacional, conquistando em 2018 a 8ª presença consecutiva em playoffs da LPFA, marca que se mantém até hoje como a maior presença consecutiva de uma equipa em playoffs LPFA.
Na LPFA V os Braga Warriors voltaram a marcar presença na final, de novo frente aos Lisboa Navigators, que se sagrariam penta campeões (34-7).
Em Março de 2020, a LPFA XI foi interrompida, e eventualmente anulada, devido à pandemia mundial do Sars-Cov2. O último jogo a ser disputado nesta edição foi uma vitória dos Braga Warriors na casa dos Paredes Lumberjacks (12-20).

### LPFA XII (2022)
Na LPFA XII, primeira competição após pandemia os Warriors voltaram a surpreender, alcançando um registo de 5 vitória e apenas 1 derrota na fase regular. A equipa acabaria por ser derrotada pelos Lisboa Devils, nas meias finais, num jogo bem disputado (12-27).
Apesar da derrota, esta edição marcou o regresso da equipa Bracarense aos playoffs e deixou promessa para a próxima edição da LPFA que se vai iniciar em Janeiro 2023.

## Logo, Cores e Uniforme
O logotipo dos Braga Warriors é inspirado no capacete de um guerreiro espartano. O logo foi sendo estilizado ao longo dos tempos para atribuir um ar mais agressivo e contemporâneo, alinhado com a atitude da equipa.
Vermelho, Branco e Preto são as cores dos Braga Warriors.
O equipamento principal dos Warriors é vermelho com os números brancos e contorno preto, acompanhado de calças brancas e meias pretas.
O equipamento secundário dos Warriors é branco, com números vermelhos e contorno preto, acompanhado de calças e meias brancas.
O capacete dos Warriors é branco, com impressão do logotipo a preto, e facemask preta.

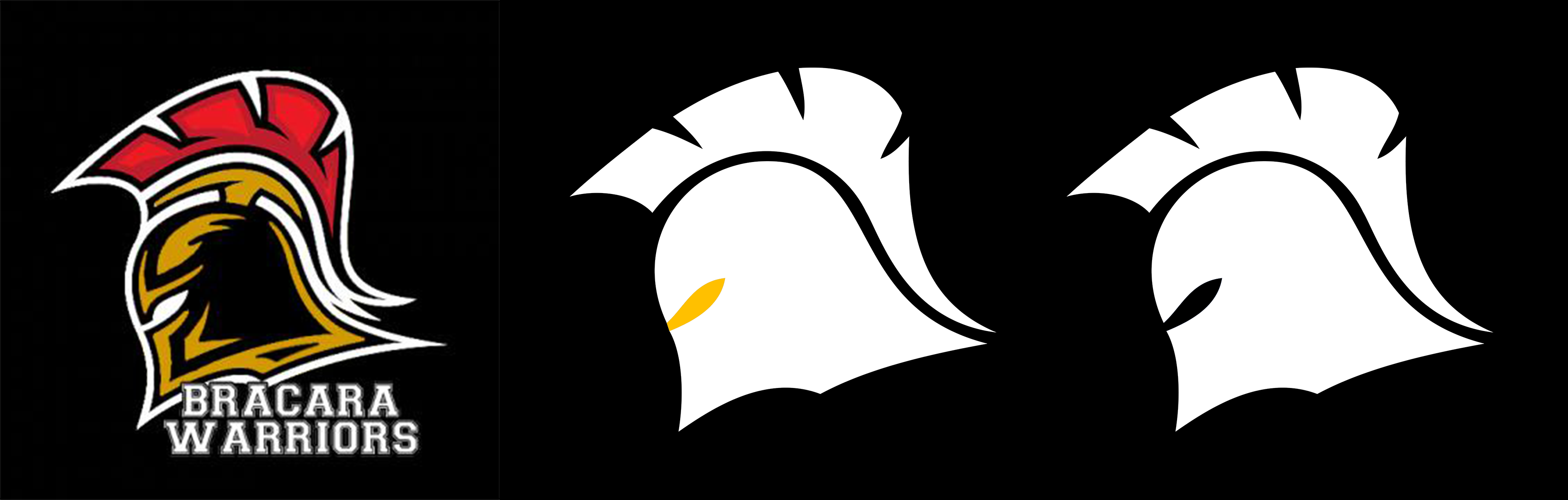
A Evolução do Logo dos Braga Warriors

## Cultura

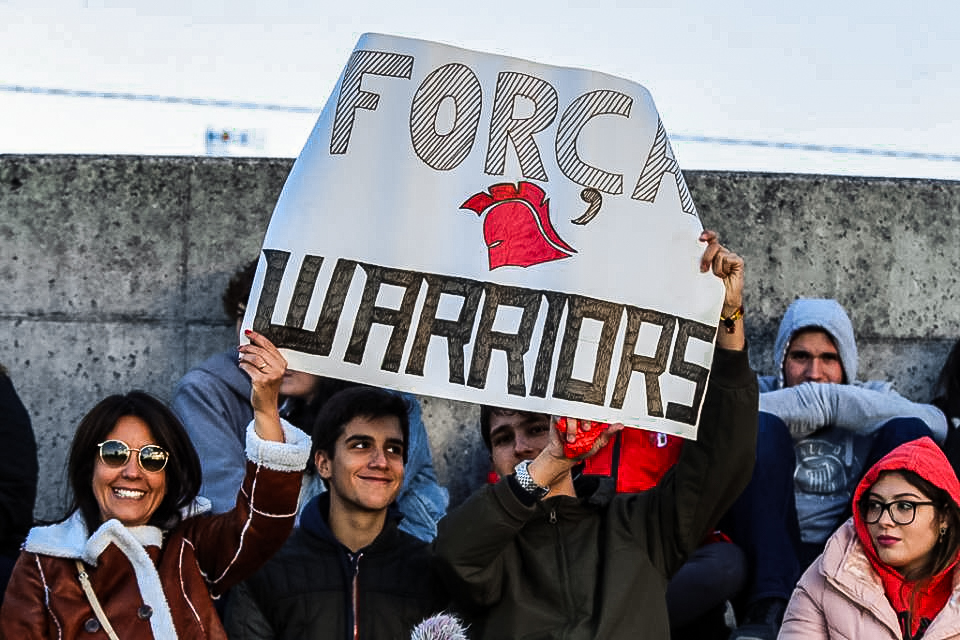
A Legião

### A Legião
A Legião é o grupo de fãs dos Braga Warriors. Eles ajudam a transformar o Campo da Caseta num "inferno" para os adversários. Por isso mesmo um dos lemas dos Warriors é "Join the Legion!".

### "Let's Fight!"
Espírito de combate é algo que sempre caracterizou os Braga Warriors. Após a LPFA XII a equipa começou a utilizar este lema para reforçar a cultura dentro da equipa e da Legião.
Por muito que possa ser difícil os Warriors prometem estar lá para lutar e dar o seu melhor.

## Redes Sociais
- Facebook oficial
- Instagram oficial